# 科菲縣區 (伊利諾伊州沃巴什縣)
科菲鎮區（英語：Coffee Precinct）是位於美國伊利諾伊州沃巴什縣的一個縣區。

## 地方資料
根據2010年美國人口普查的數據，科菲鎮區的面積為57.77平方千米，當中陸地面積為54.70平方千米，而水域面積為3.07平方千米。當地共有人口353人，而人口密度為每平方千米6.11人。